# Mon gosse de père (film, 1930)
Pour les articles homonymes, voir Mon gosse de père.
Pour plus de détails, voir Fiche technique et Distribution.
Mon gosse de père est un film français réalisé par Jean de Limur, sorti en 1930.

## Synopsis
Après avoir épousé une jeune femme, un architecte, plus âgé, envisage de reprendre son métier.

## Fiche technique
- Titre : Mon gosse de père
- Réalisation : Jean de Limur, assisté de Roger Goupillières
- Scénario : Jean de Limur et Léopold Marchand, d'après l'œuvre de Léopold Marchand
- Décors : Jacques Colombier
- Photographie : Georges Asselin et René Colas
- Montage : Stewart Moss
- Musique : José Maria de Lucchesi et René Pujol
- Société de production : Pathé-Natan
- Distribution : Pathé Distribution
- Pays d'origine : France
- Format : Noir et blanc - 1,20:1 - Mono - 35 mm
- Genre : Comédie dramatique
- Date de sortie : 
  - France : 1er mai 1930

## Distribution
- Adolphe Menjou : Jérôme Rocheville
- Alice Cocéa : Yvonne
- Roger Tréville : Gérald
- Charles Redgie : Stanley
- Olga Valery : Mado
- Pauline Carton : la concierge
- Odette Barencey
- Fanny Clair
- André Marnay : Lepetissale
- Nicole de Rouves
- Renée Savoye : la secrétaire
- Marcello Spada
- André Volbert : Julien

## Autour du film
Une version américaine, The Parisian, a été tournée par le même réalisateur en 1930.